# Cowichan Valley Museum

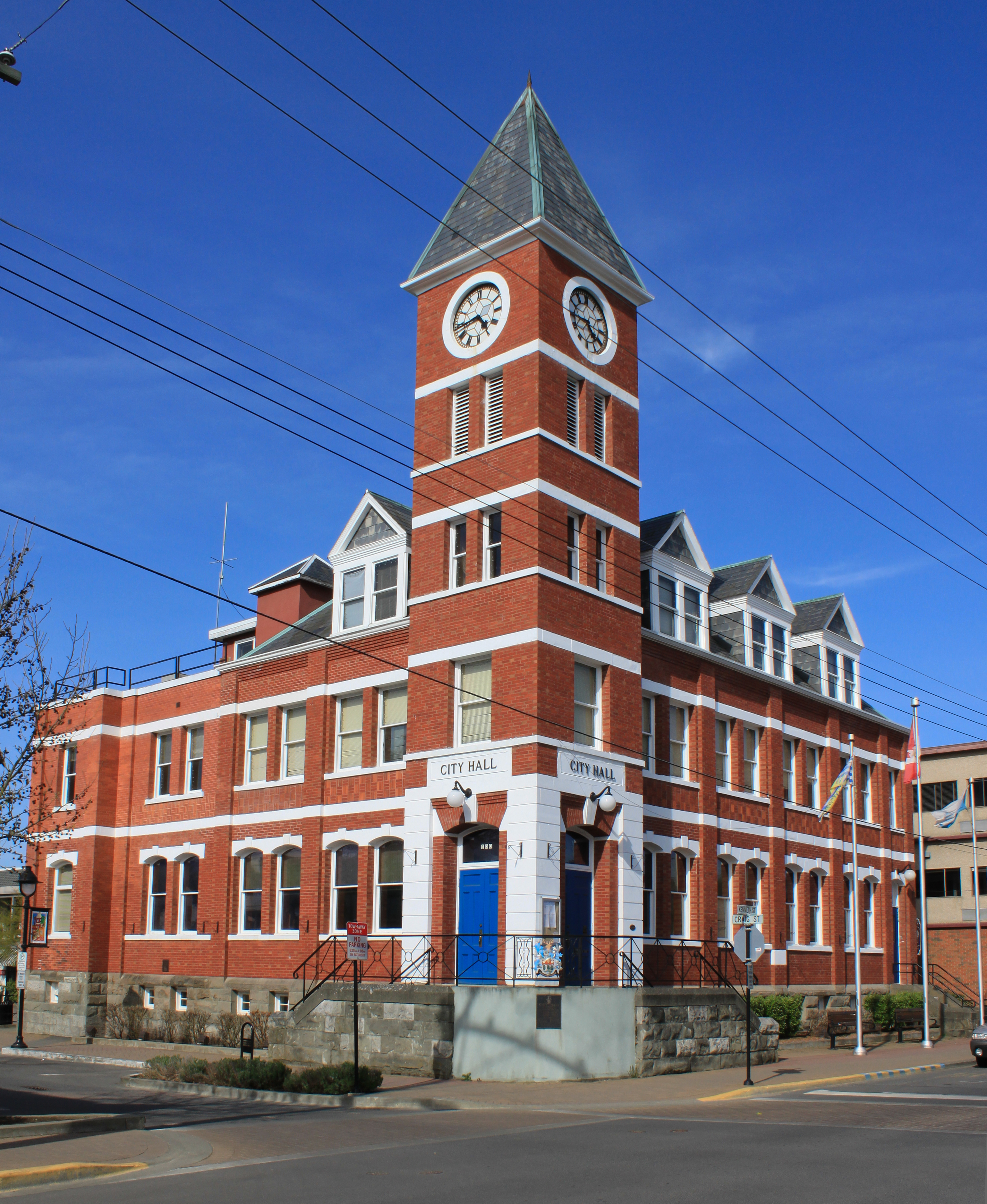
Das Rathaus von Duncan ist offizieller Sitz der Cowichan Historical Society und hier befindet sich auch das Archiv des Museums

Das Cowichan Valley Museum (vollständig: Cowichan Valley Museum & Archives) in Duncan auf Vancouver Island ist ein Heimatmuseum, das der Geschichte der Besiedlung des Cowichan Valleys durch Europäer im 19. Jahrhundert gewidmet ist. Das Museum befindet sich in der Stadtmitte im historischen und denkmalgeschützten Bahnhofsgebäude aus dem Jahr 1912 und wird von der Cowichan Historical Society betrieben. Der alte Bahnhof mit der Anschrift 130 Canada Drive liegt im Charles Hoey V.C. Memorial Park und ist von Totempfählen umgeben. Das vom Museum verwaltete Archiv wurde in der nahegelegenen Duncan City Hall, dem vormaligen Postgebäude und heutigem Rathaus (Baujahr 1913), eingelagert.
Die 1974 gegründete Cowichan Historical Society ist Mitglied der Archives Association of British Columbia. 1981 wurde das Museum im Untergeschoss des Rathauses eröffnet. Am 23. Juni 1989 zog es an seinen derzeitigen Standort um. Im April 2007 wurde das Archiv – erneut in das Rathaus – ausgelagert. Im Museum werden u. a. ein historischer Kaufmannsladen der Gegend sowie eine Krankenstation aus Pioniertagen gezeigt. Die ältesten Ausstellungsstücke stammen aus dem Jahr 1859; vorwiegend werden Exponate und die Geschichte aus den Jahren 1919 bis 1970 präsentiert.